# Jowangshin
Jowangshin o Jowangsin (En Hangul, 조왕신, en hanja, 竈王神) es la deidad del fuego y el hogar del chamanismo coreano. Como la deidad del hogar, los rituales que se le dedican  generalmente eran mantenidos vivos por las amas de casa. Ya no es objeto de adoración, pero sigue siendo una de las deidades coreanas más famosas.

## Historia
Se considera que Jowangshin fue adorado por el pueblo coreano durante milenios, desde la era de los Proto Tres Reinos. Por ejemplo, en el Sanguo Zhi, un libro de historia de China, hay registros de un dios de la cocina.
"Hay muchos rituales diferentes que ellos (la gente de la Confederación Samhan, en la moderna Corea del Sur) llevan a cabo, pero todos adoran a un dios de la cocina en sus alas occidentales".

## Ritual
Se consideró que Jowangshin encarnaba un cuenco de agua sostenido en un altar de arcilla sobre el hogar. La ama de casa se despertaba temprano todas las mañanas y vertía agua fresca de un pozo cercano en el tazón, luego se arrodillaba ante él, deseando suerte. El ritual de Jowangshin estaba especialmente bien desarrollado en el sur de Corea. También, cada festival Jowangshin era honrado con Tteok (pastel de arroz) y frutas.

## Cinco reglas
Como se creía que Jowangshin anotaba los acontecimientos de la casa y los transmitía al cielo, las amas de casa tenían que seguir cinco reglas:
1. No maldigas mientras estás en el hogar.
2. No te sientes en el hogar.
3. No coloque los pies sobre el hogar.
4. Mantener la limpieza de la cocina.
5. Puedes adorar a otras deidades en la cocina.

## En mitología
El origen de Jowangshin aparece en Munjeon Bonpuri, un mito de la isla de Jeju.
Jowangshin puede ser vengativo contra aquellos que no honran los cinco tabúes. En el Seongjugut, el enviado del cielo, Okhwang Chasa, no puede entrar en la casa de Hwanguyangssi debido a la gloriosa e intimidante armadura de Hwanguyangssi. Sin embargo, Jowangshin revela cómo superar este obstáculo. La solución es capturar a Hwanguyangssi al amanecer, cuando se desnuda y sube a una montaña cercana para visitar a sus padres. La razón por la que Jowangshin traiciona a su maestro es porque Hwanguyangssi arroja sus zapatos embarrados en la cocina, y su esposa Makmak Buin pone cuchillos sobre el hogar.
El mismo aspecto se muestra en el Jangja Puri. Allí, los tres dioses de la muerte, Gangrim Doryeong, Hae Wonmaek y Yi Deokchun, son ayudados por Jowangshin mientras intentan enviar al malvado Samajangja al inframundo. Aquí, aparece como una anciana con una corona hecha de siete tesoros. Les le dice a los dioses de la muerte que Samajangja está durmiendo en las habitaciones de los visitantes, o Haenglangchae, para evitar la muerte. La razón de esta traición es porque Samajangja coloca sus pies en el hogar de la chimenea todas las mañanas y tardes y arroja cuchillos alrededor de la cocina.
Aun así, Jowangshin puede ser una deidad benevolente. En el Chasa Bonpuri, la esposa del héroe (que luego se convierte en un dios de la muerte) sirve pastel de arroz, o tteok, a Jowangshin en preparación para la búsqueda de Gangrim Doryeong.
Cuando Gangrim se dirige al oeste hacia el inframundo, encuentra a una vieja que tenía la espalda doblada. No importaba cuánto corriera, nunca podría alcanzarla. Cuando casi se desmayó de fatiga, la anciana se sentó debajo de un árbol.
Éste sacó su Tteok y la anciana también sacó su tteok, que se veía y sabía igual que el tteok de Gangrim Doryeong. La anciana luego reveló que ella era Jowangshin, y que le había guiado hasta el momento. También dijo que había 78 senderos que conducían desde 'ese' sendero, y que ese conduciría al inframundo. Jowangshin también mencionó que su ayuda se debía a su esposa, a pesar de que Jowangshin estaba personalmente enojado con Gangrim (que prácticamente vivía con prostitutas y con makgeolli, o vino de arroz).

## Otros nombres
- Joshin (Diosa de la cocina, 조신, 竈 王 神)
- Jowanggaxi (Mujer que es la reina de la cocina, 조왕각시, 竈王각시)
- Jowangdaeshin (Gran diosa y reina de la cocina, 조왕 대신, 竈 王 大 神)
- Buttumakshin (Diosa del hogar, 부뚜막신, 부뚜막神)